# Waitschach (Gemeinde Hüttenberg)
Waitschach ist eine Ortschaft in der Gemeinde Hüttenberg im Bezirk Sankt Veit an der Glan in Kärnten. Die Ortschaft hat 6 Einwohner (Stand 1. Jänner 2024).

## Lage
Die Ortschaft liegt im Nordosten des Bezirks Sankt Veit an der Glan, am Westrand der Gemeinde Hüttenberg, auf dem Gebiet der Katastralgemeinde Hüttenberg, am Hang zwischen dem Gemeindehauptort Hüttenberg und der Pfarrkirche Waitschach. Zur Ortschaft gehören die Höfe Braunirer (Waitschach Nr. 4) an der Straße von Hüttenberg zur Kirche Waitschach sowie der Hof Ebner (Waitschach Nr. 7) ein paar hundert Meter südlich davon. 

## Geschichte
Die Ortschaft entstand durch die Teilung des Ortes Waitschach im Zuge der Gemeindestrukturreform 1973. Die heute zur Hüttenberger Ortschaft Waitschach gehörenden Häuser befanden sich ursprünglich in der Katastralgemeinde Waitschach, gehörten ab Gründung der Gemeinden 1850 zur Gemeinde Waitschach als Teil des gleichnamigen Gemeindehauptortes, und kamen bei Auflösung der Gemeinde Waitschach 1865 zur Gemeinde Guttaring. Bei der Gemeindestrukturreform 1973 wurde der östliche Teil der Katastralgemeinde Waitschach von der Gemeinde Guttaring abgetrennt und an die Katastralgemeinde Hüttenberg und somit an die Gemeinde Hüttenberg angeschlossen. Das betraf nicht nur die im Tal befindlichen Häuser am südlichen Ortsrand von Hüttenberg, wodurch der bis dahin durch die Gemeindegrenze durchschnittene Ort Hüttenberg vereint wurde, sondern es entstand auch eine neue Ortsteilung, da auch zwei Höfe, die allgemein als Teil von Waitschach betrachtet wurden, nun an die Gemeinde Hüttenberg fielen. Diese beiden Höfe werden seither in der Gemeinde Hüttenberg als Ortschaft Waitschach geführt.

## Bevölkerungsentwicklung
Für die Ortschaft ermittelte man folgende Einwohnerzahlen:
- 2001: 2 Gebäude (davon 1 mit Hauptwohnsitz) mit 3 Wohnungen; 7 Einwohner und 0 Nebenwohnsitzfälle; 3 Haushalte; 0 Arbeitsstätten, 1 land- und forstwirtschaftlicher Betrieb[2]
- 2011: 1 Gebäude, 6 Einwohner, 2 Haushalte, 0 Arbeitsstätten[3]
- 2021: 1 Gebäude, 5 Einwohner, 2 Haushalte, 1 Arbeitsstätte[4]